# Ончоков, Александр Николаевич
Александр Николаевич Ончоков (4 [16] ноября 1866 — ?) — российский военачальник, генерал-майор, герой Первой мировой войны.

## Биография
Из казаков Оренбургского казачьего войска.  Уроженец г. Оренбурга. В 1884 году окончил Оренбургский Неплюевский кадетский корпус, а в 1887 году Михайловское артиллерийское училище и Офицерскую артиллерийскую школу. В 1887 году выпущен был хорунжим в Оренбургскую казачью конно-артиллерийскую батарею.
В 1889 году произведён в сотники, в 1898 году — в подъесаулы, в 1907 году — в есаулы, с назначением командиром 2-й Оренбургской казачьей батареи. В 1910 году произведён в войсковые старшины. В 1912 году произведён в полковники и назначен командующим 1-го Оренбургского казачьего артиллерийского дивизиона.

## Первая мировая война
Участник Первой мировой войны с 1914 года.
13 января 1915 года за храбрость был награждён орденом Святого Георгия 4-й степени:
за то, что в бою 11 сентября 1914 года на перевале Ужок выдвинул свой дивизион на решительную дистанцию, храбро и спокойно руководил им, несмотря на то что вышел из строя командир батареи и ранено 2 офицера, способствовал успеху атаки и захвату 5 неприятельских орудий
.
10 декабря 1915 года за храбрость был награждён Георгиевским оружием:
за то, что в бою с австрийцами 11 декабря 1914 года, находясь под действительным ружейным огнём, настолько умело управлял огнём батареи, что после получаса обстрела неприятельская артиллерия была приведена к молчанию и окопы противника взяты атакою в конном строю
.
В 1916 году произведён в генерал-майоры с назначением инспектором артиллерии 4-го кавалерийского корпуса и командиром Оренбургской казачьей артиллерийской бригады.

## Последние годы
В годы Гражданской войны был инспектором артиллерии Оренбургского военного округа, начальником 3-й Оренбургской казачьей дивизии в составе Уральского отдельного корпуса.
С 9 августа 1918 года инспектор артиллерии Уральского отдельного корпуса. С 1919 года инспектор артиллерии 3-й Западной армии. На 31 января 1920 года состоял при управлении коменданта города Иркутска.
Значится в Книге учета лиц, состоявших на особом учете бывших белых офицеров в органах ГПУ Украины – т. 3, № 13102 как ген-майор царской армии и армии Колчака (взят на учет в 1920 Иркутской ЧК). Позже проживал на Украине: г. Ромны, ул. Московская, д. 32.

## Награды
- Орден Святого Станислава 3-й степени (1891 год);
- Орден Святой Анны 3-й степени (1894 год);
- Орден Святого Станислава 2-й степени с мечами (1909 год, мечи к сему ордену в 1914 году);
- Орден Святой Анны 2-й степени (1914 год);
- Орден Святого Владимира 4-й степени с мечами и бантом (1915 год).
- Орден Святого Георгия 4-й степени (ВП 13.01.1915).
- Георгиевское оружие (ВП 10.12.1915);